# François-Marie Froment
François-Marie Froment (ou François-Marie de Froment), né le 9 juin 1759 à Nîmes et mort le 22 septembre 1825, est un agent contre-révolutionnaire français.

## Biographie
Sous la Révolution il fut un agent contre-révolutionnaire très énergique et entreprenant.
Il tenta de soulever le Midi mais ce fut un échec, il retourna auprès des princes qu'il servit avec une grande dévotion pendant vingt-cinq ans. Louis XVIII de France le fit baron et le nomma secrétaire de son cabinet. Son frère, Charles (?) Froment dit Froment-Tapage servit d'homme à tout faire.
À son retour en France, Louis XVIII lui accorda une pension de sept cents livres en récompenses des services rendus à la couronne de France en tant qu'agent royaliste.

## Sources
- Jules Michelet, Histoire de la Révolution française,  livre III, chapitre VII (ou tome I, p. 360 etss, et 393 etss, dans l'édition de poche Folio Histoire). À noter que Michelet semble confondre François Marie Froment et son frère Charles, dit Froment Tapage (cf. l'annotation de Gérard Walter dans le tome II, p. 1393 de la même édition Folio Histoire).